# Catedral de San Pedro y San Pablo (Melbourne)
La Catedral de San Pedro y San Pablo o también Catedral católica ucraniana de Melbourne (en inglés: Sts Peter and Paul Ukrainian Catholic Cathedral) es un edificio religioso de la Iglesia Católica que se encuentra ubicado en el norte de la ciudad de Melbourne la más grande del estado de Victoria en la parte sureste de Australia. No debe confundirse con la catedral de rito latino o romano de Melbourne dedicada a San Patricio ni con la catedral católica siro malabar dedicada a Santa Alfonsa.
El edificio es la sede de la eparquía de los Santos Pedro y Pablo de Melbourne (Eparchia Sanctorum Petri et Pauli Melburnensis Ucrainorum) que empezó como una exarcado apostólico en 1958 con la bula "Singularem huius" del papa Pío XII y fue elevada a su actual estatus en 1982 mediante al bula "Christum Iesum" del papa Juan Pablo II.
Esta bajo la responsabilidad pastoral del obispo Peter Stasiuk.